# Limnonectes khammonensis
Limnonectes khammonensis és una espècie de granota que viu a Laos i el Vietnam.
Està amenaçada d'extinció per la pèrdua del seu hàbitat natural.